# فارويل (نبراسكا)
فارويل (بالإنجليزية: Farwell, Nebraska)‏ هي منطقة سكنية تقع في الولايات المتحدة في مقاطعة هاورد، نبراسكا. يقدر عدد سكانها بـ 122 نسمة ومساحتها 0.44 كم2 وترتفع عن سطح البحر 609 متر.

## التركيبة السكانية
قام مكتب تعداد الولايات المتحدة بتحديد بيانات التركيبة السكانية لفارويل في تعداد الولايات المتحدة. في ما يلي، التركيبة السكانية حسب تعدادي 2000 و2010.

### تعداد عام 2000
بلغ عدد سكان فارويل 148 نسمة بحسب تعداد عام 2000، وبلغ عدد الأسر 63 أسرة وعدد العائلات 48 عائلة مقيمة في القرية. في حين سجلت الكثافة السكانية 833.8 نسمة لكل ميل مربع (321.9/كم2). وبلغ عدد الوحدات السكنية 68 وحدة بمتوسط كثافة قدره 383.1 نسمة لكل ميل مربع (147.9/كم2).
وتوزع التركيب العرقي للقرية بنسبة 97.97% من البيض و 0.68% من الأمريكيين الأفارقة و 0.68% من عرقين مختلطين أو أكثر.
```
وبلغت نسبة 
الأزواج
 القاطنين مع بعضهم البعض 69.8% من أصل المجموع الكلي للأسر، وكانت نسبة 23.8% من غير العائلات. تألفت نسبة 23.8% من أصل جميع الأسر من أفراد ونسبة 9.5% كانوا يعيش معهم شخص وحيد يبلغ من العمر 65 عاماً فما فوق. وبلغ متوسط حجم الأسرة المعيشية 2.71، أما متوسط حجم العائلات فبلغ 2.35.
```

بلغ العمر الوسطي للسكان 42 عاماً. وكانت نسبة 25.0% من القاطنين تحت سن الثامنة عشر، وكانت نسبة 4.7% بين الثامنة عشر والأربعة وعشرون عاماً، ونسبة 23.6% كانت واقعةً في الفئة العمرية ما بين الخامسة والعشرون حتى والأربعة وأربعون عاماً، ونسبة 27.7% كانت ما بين الخامسة والأربعون حتى الرابعة والستون، ونسبة 18.9% كانت ضمن فئة الخامسة والستون عاماً فما فوق. يوجد لكل 100 أنثى 100.0 ذكر، ويوجد لكل 100 أنثى في الثامنة عشر من عمرها فما فوق 94.7 ذكر.
بلغ متوسط دخل الأسرة في القرية 29,063 دولار، أما متوسط دخل العائلة فبلغ 29,792 دولار. وكان متوسط دخل الذكور 28,125 دولار مقابل 17,500 دولار للإناث. وسجل دخل الفرد الخاص بالقرية 14,304 دولار.

### تعداد عام 2010
بلغ عدد سكان فارويل 122 نسمة بحسب تعداد عام 2010، وبلغ عدد الأسر 57 أسرة وعدد العائلات 35 عائلة مقيمة في القرية. في حين سجلت الكثافة السكانية 717.6 نسمة لكل ميل مربع (277.1/كم2). وبلغ عدد الوحدات السكنية 67 وحدة بمتوسط كثافة قدره 394.1 لكل ميل مربع (152.2/كم2).
وتوزع التركيب العرقي للقرية بنسبة 98.4% من البيض و 0.8% من الأمريكيين ذوي الأصول الآسيوية.
بلغ عدد الأسر 57 أسرة كانت نسبة 22.8% منها لديها أطفال تحت سن الثامنة عشر تعيش معهم، وبلغت نسبة الأزواج القاطنين مع بعضهم البعض 54.4% من أصل المجموع الكلي للأسر، ونسبة 3.5% من الأسر كان لديها معيلات من الإناث دون وجود شريك، بينما كانت نسبة 3.5% من الأسر لديها معيلون من الذكور دون وجود شريكة وكانت نسبة 38.6% من غير العائلات. تألفت نسبة 35.1% من أصل جميع الأسر من أفراد ونسبة 15.8% كانوا يعيش معهم شخص وحيد يبلغ من العمر 65 عاماً فما فوق. وبلغ متوسط حجم الأسرة المعيشية 2.77، أما متوسط حجم العائلات فبلغ 2.14.
بلغ العمر الوسطي للسكان 39.7 عاماً. وكانت نسبة 22.1% من القاطنين تحت سن الثامنة عشر، وكانت نسبة 3.4% بين الثامنة عشر والأربعة وعشرون عاماً، ونسبة 30.3% كانت واقعةً في الفئة العمرية ما بين الخامسة والعشرون حتى والأربعة وأربعون عاماً، ونسبة 24.6% كانت ما بين الخامسة والأربعون حتى الرابعة والستون، ونسبة 19.7% كانت ضمن فئة الخامسة والستون عاماً فما فوق. وتوزع التركيب الجنسي للسكان بنسبة 52.5% ذكور و47.5% إناث.